# Liste der Kulturdenkmäler in Schuld (Ahr)
In der Liste der Kulturdenkmäler in Schuld sind alle Kulturdenkmäler der rheinland-pfälzischen Ortsgemeinde Schuld aufgeführt. Grundlage ist die Denkmalliste des Landes Rheinland-Pfalz (Stand: 12. Juni 2023).

## Einzeldenkmäler
| Bezeichnung                         | Lage                                                         | Baujahr                           | Beschreibung | Bild                           |
| ----------------------------------- | ------------------------------------------------------------ | --------------------------------- | --- | ------------------------------ |
| Hofanlage                           | Ahrstraße 6 Lage                                             | 18. oder 19. Jahrhundert          | Krüppelwalmdachbau, Backofen, Fachwerkscheune, 18. oder 19. Jahrhundert | weitere Bilder Fotos hochladen |
| Ahrbrücke                           | Brückenstraße/Domhofstraße Lage                              | 1910                              | Brücke über die Ahr, 1910, dreibogige Stampfbetonkonstruktion mit Bruchsteinverkleidung | Fotos hochladen                |
| Hofanlage                           | Domhofstraße 14 Lage                                         | 19. Jahrhundert                   | Hakenhof; Fachwerkhaus, teilweise massiv, 19. Jahrhundert | weitere Bilder Fotos hochladen |
| Katholische Pfarrkirche St. Gertrud | Hauptstraße Lage                                             | ab der Mitte des 13. Jahrhunderts | Westturm, Mitte des 13. Jahrhunderts, nach Zerstörung 1945 Neubau des Chors, ursprünglich aus dem zweiten Viertel des 13. Jahrhunderts, Umbau der Ostpartie 1746 auf romanischem Grundriss; Erweiterungsbau, 1923/24, alte Kirche heute Querhalle; Grabkreuze an der Kirche; Missionskreuz | weitere Bilder Fotos hochladen |
| Schornkapelle                       | südöstlich des Ortes an der K 16; Distrikt Auf Schorren Lage | 1879                              | neugotischer Saalbau, bezeichnet 1879 | weitere Bilder Fotos hochladen |